# Compañía de circo 'eia'
La compañía de circo 'eia' es una compañía de circo española afincada en Barcelona, fundada en 2009 por los artistas de circo Francesca Lissia, Celso Pereira, Armando Rabanera, Fabrizio Giannini y Cristiano Della Monica. Desde su creación ha recibido numerosos premios por sus diferentes espectáculos, entre los que destacan el Premio Ciudad de Barcelona, que recibieron en 2011 por el espectáculo Capas, y el Premio Max al mejor espectáculo revelación en 2017 por su espectáculo inTarsi, siendo la primera vez que se concedía este galardón a un espectáculo y compañía de circo.

## Trayectoria

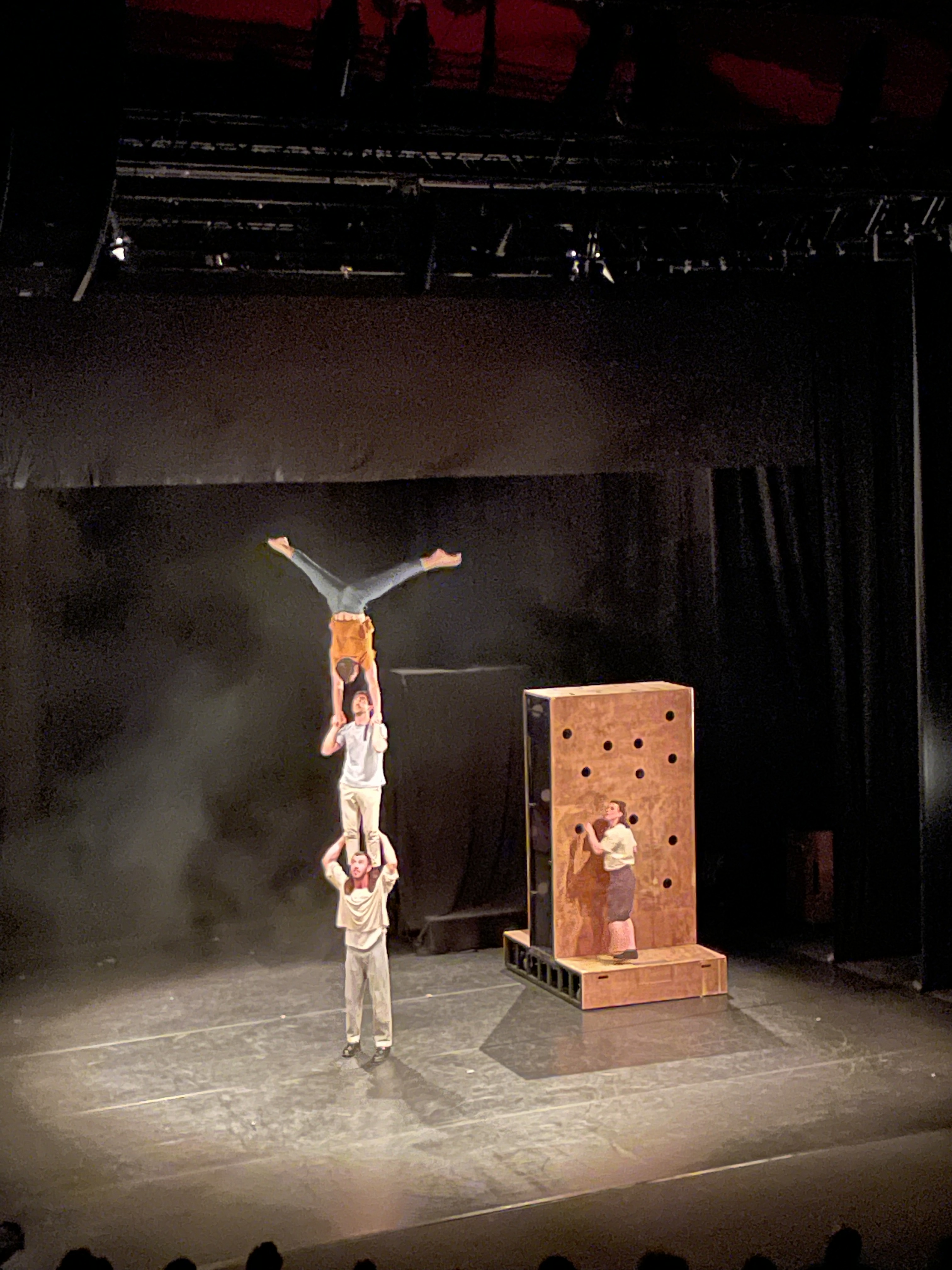
NUYE en Teatro Circo Price. Madrid. (2024)

La compañía de circo 'eia' es una compañía de circo española fundada en 2009 en Barcelona, por la unión de los artistas de circo Francesca Lissia y Celso Pereira, de la compañía de circo Celso y Frana, con Armando Rabanera del Cirque Vague, Fabrizio Giannini del Circo de la Sombra y Cristiano Della Monica de Le Grand Osim Orchestra. El nombre de la compañía, 'eia', tiene un doble significado, en francés élans imprévus accordés (impulsos imprevistos acordados) y en sardo, idioma original de Lissia, significa "sí".
Sus espectáculos muestran la complejidad de las relaciones humanas a través de números de diferentes especialidades de circo, como portes acrobáticos, báscula, equilibrios, juegos icarios o manipulación de objetos combinados con coreografías. La primera obra de la compañía fue Capas, que se estrenó en 2011 y que giró durante cinco años por diferentes países y festivales de circo de Europa, contando con más de 150 actuaciones. Luego, en 2016, crearon inTarsi, y un año más tarde, en 2017, Espera, un espectáculo en formato de calle. Siguiendo en 2018 con La Pranza!.
Tras doce años de trayectoria, en 2021, estrenaron en el Festival Griego NUYE, un espectáculo que, además cuenta con NUYE, nosotros/as, una película documental que relata el proceso de creación de la obra transcurrido durante un año.
En 2023, en la 28º edición de la Feria de Circo en la calle de la Bisbal, estrenaron La Piedra de Madera, espectáculo que se caracteriza por la intervención del público en directo.

## Premios y reconocimientos

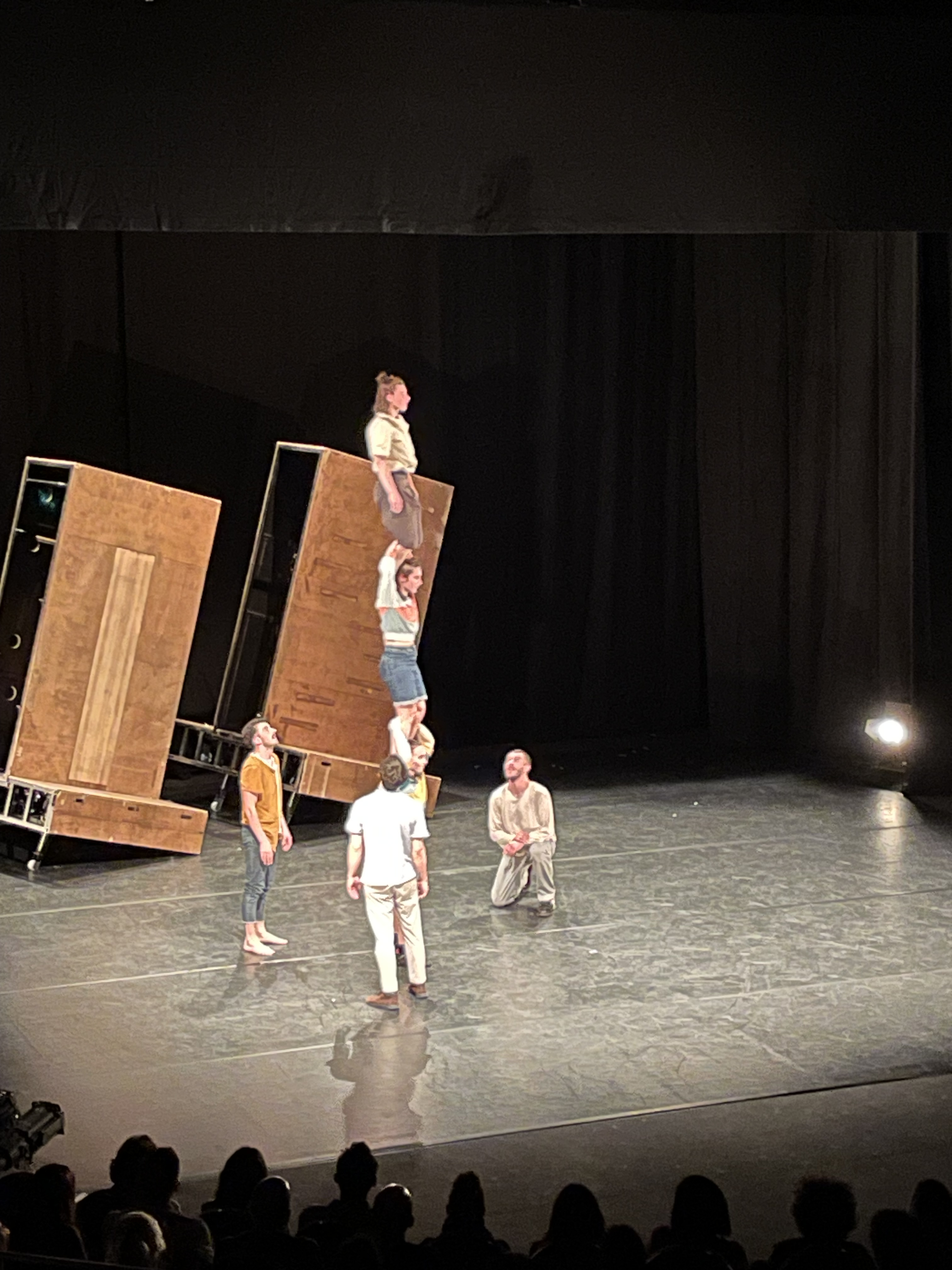
NUYE en Teatro Circo Price. Madrid. (2024)

### PorCapas
- 2011 - Premio Ciudad de Barcelona, por el riesgo asumido en la investigación circense.[2][12][14][26]
- 2011 - Premios Zirkolika, al mejor espectáculo de circo de sala.[27][14][26][28]

- 2012 - Premio Emilio Zapatero al mejor espectáculo de circo, en la 13.ª edición del Festival Internacional de Teatro y Artes de Calle de Valladolid (TAC).[14][26][28][29]

### PorinTarsi
- 2016 - Premios Zirkólika, con el Premio Especial del Jurado.[30][31]
- 2017 - Premio Max a mejor espectáculo revelación, como primera compañía de circo galardonada por estos premios de referencia en el panorama cultural y las artes escénicas.[3][4][32]

### PorEspera
- 2017 - Premios de la Crítica de Cataluña, al mejor espectáculo de calle.[33]

- 2021 - Premio al mejor espectáculo en la 22ª edición del Festival Internacional de Teatro y Artes de Calle de Valladolid (TAC).[29][34][35][36][37][38]